# Determination (Logik)
Der Ausdruck Determination (von lateinisch determinatio „Abgrenzung“) bedeutet zunächst einfach „Bestimmung“ und findet in unterschiedlichen philosophischen Kontexten technisch spezifischere Verwendung.
So bezeichnet determinatio in der antiken und mittelalterlichen Grammatik die durch einen sprachlichen Ausdruck bzw. eine Eigenschaft desselben erfolgende grammatische Rektion.
In der mittelalterlichen Scholastik bezeichnet determinatio die Entscheidung von für sich vorgelegten Streitfrage (siehe quaestiones disputatae, quaestiones quodlibetales).
In der traditionellen Logik von der Antike bis ins 19. Jahrhundert bezeichnet determinatio die Bestimmung einer Sache bzw. eines Begriffs. Dies kann einerseits positiv durch Angabe von Wesensmerkmalen erfolgen, welche jeweils die Allgemeinheit des Bestimmten verkleinern. Erfolgt dies gemäß der ontologischen Hierarchie von Gattungen und Arten, so werden jeweils übergeordnete Begriffe eingeengt durch Angabe artspezifischer Differenzen (z. B. eine Substanz – eine belebte Substanz – eine beseelte belebte Substanz – eine vernunftbegabte beseelte belebte Substanz): die Intension, meist verstanden als Menge der Begriffskomponenten, wird weiter erweitert, die Extension, die Menge der durch den Begriff bezeichenbaren Individuen, verkleinert. Determination ist somit eine Umkehrung der Abstraktion.
Ab dem 12. Jahrhundert wird dabei eine Bestimmung einfachhin von einer Bestimmung unter einer bestimmten Hinsicht unterschieden. Die Verwechslung beider Hinsichten ist nämlich ein häufiger logischer Schlussfehler.
Umgekehrt kann für viele Semantiker eine Sache oder ein Begriff auch dadurch näher bestimmt bzw. von anderem unterschieden werden, dass angegeben wird, welche Bestimmungen jeweils nicht zukommen. Spinoza hat die These vertreten, dass Bestimmungen teilweise durch derartige Negationen erfolgen, was in dem Spinoza nachgesagten Wort zum Ausdruck gebracht wird: determinatio negatio est. Sachlich ist diese Auskunft jedoch irreführend bis falsch, da innerhalb der Philosophie Spinozas nur Modi negativ bestimmt werden, die Substanz als Attribut jedoch eine rein positive Bestimmung aufweist. Hegel hat die Reduktion Spinozas auf ein rein negatives Denken von Bestimmtheit vor allem mit seinen Vorlesungen zur Geschichte der Philosophie populär gemacht. Hegel ist jedoch derjenige von beiden, der dem Ausdruck omnis determinatio est negatio näher steht, während Spinoza diese Ansicht zwar für Modi gelten lassen könnte, auf der Ebene von Attributen aber eher folgenden Satz formulieren müsste: omnis determinatio est positio.

In der Suppositionslogik bezeichnet die suppositio determinata einen wie folgt beschaffenen Fall: ein Terminus steht für eine Gesamtheit, wobei der Satz in eine Disjunktion (oder-Verknüpfung) umgeformt werden kann, in der die einzelnen Elemente aufgezählt werden.